# Pierre Trân Thanh Chung

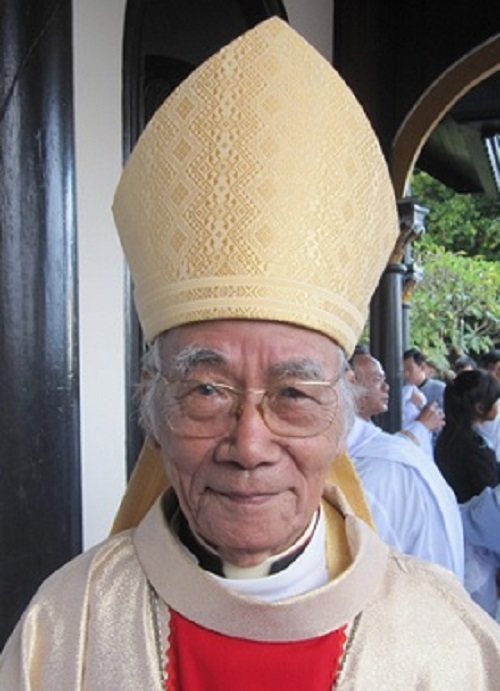
Pierre Trân Thanh Chung, 2021

Pierre Trân Thanh Chung (* 10. November 1927 in Ðà Nang; † 10. September 2023 in Chư Prông) war ein vietnamesischer Geistlicher und römisch-katholischer Bischof von Kontum.

## Leben
Pierre Trân Thanh Chung empfing am 25. Mai 1955 die Priesterweihe.
Papst Johannes Paul II. ernannte ihn am 26. März 1981 zum Koadjutorbischof von Kon Tum. Der Bischof von Kontum, Alexis Pham Van Lôc, spendete ihm am 22. November desselben Jahres die Bischofsweihe.
Mit der Emeritierung Alexis Pham Van Lôcs folgte er ihm am 8. April 1995 als Bischof von Kontum nach. Am 16. Juli 2003 nahm Papst Johannes Paul II. seinen altersbedingten Rücktritt an.
Sein Name kombiniert westliche Namenstradition (Pierre als Vorname vor den Familiennamen Trân) mit vietnamesischer (Thanh Chung als persönlicher Name steht hinter dem Familiennamen).
Er starb am 10. September 2023 in Chư Prông.

## Einzelnachweis
1. ↑  Cáo Phó Đức Cha Phêrô Trần Thanh Chung. In: hdgmvietnam.com. 10. September 2023, abgerufen am 14. September 2023 (vietnamesisch).

| Vorgänger           | Amt                          | Nachfolger            |
| ------------------- | ---------------------------- | --------------------- |
| Alexis Pham Van Lôc | Bischof von Kontum 1995–2003 | Michel Hoang Ðúc Oanh |

| Personendaten    | Personendaten                                                        |
| ---------------- | -------------------------------------------------------------------- |
| NAME             | Trân Thanh Chung, Pierre                                             |
| KURZBESCHREIBUNG | vietnamesischer Geistlicher, römisch-katholischer Bischof von Kontum |
| GEBURTSDATUM     | 10. November 1927                                                    |
| GEBURTSORT       | Ðà Nang                                                              |
| STERBEDATUM      | 10. September 2023                                                   |
| STERBEORT        | Chư Prông                                                            |